# Pavel Tumlíř
Pavel Tumlíř (8. srpna 1932 Praha – 8. března 2015 Praha) byl český rozhlasový redaktor. Ač v letech 1951 až 1955 vystudoval dramaturgii a režii na pražské Divadelní fakultě Akademie múzických umění (DAMU) a během studií i po nich působil coby dramaturg v Městském oblastním divadle v Benešově, od roku 1958 byl zaměstnancem Československého a později Českého rozhlasu. Odtud po 48 letech odešel roku 2006 do důchodu.
Na počátku svého rozhlasového působení pracoval jako hlasatel (1958–1960). Následně však přešel k dramaturgii a moderování pořadů pro mládež. Tomu se věnoval celá šedesátá a částečně i sedmdesátá léta 20. století. Podílel se tak na přípravě pořadů Pionýrská jitřenka, Mikrofórum, Vysílejte s námi, Turádio nebo Dům bez čísla. V letech 1974 až 1979 moderoval ranní vysílání Dobré ráno, do něhož připravoval i některé jeho příspěvky.
Spolu s Markem Janáčem pro rozhlas připravil pořad Divnopis, jenž se věnoval zjišťování původu neobvyklých názvů měst a obcí v České republice. Na pořadu spolupracoval i český jazykovědec, onomastik Milan Harvalík. Na základě inspirace rozhlasovou relací vyšly posléze i tři stejnojmenné knihy, jejímiž autory jsou Tumlíř spolu s Janáčem a Harvalíkem.